# 1912년 하계 올림픽 이집트 선수단
1912년 하계 올림픽 이집트 선수단은 1912년 7월 5일부터 7월 27일까지 스웨덴 스톡홀름에서 열린 1912년 하계 올림픽의 올림픽 이집트 선수단이다. 선수 한 명만이 참가했지만, 이집트로서는 올림픽 첫 출전이었으며, 아프리카 대륙 국가로서도 처음이었다. 아흐메드 하사네인 선수가 펜싱 남자 에페와 남자 플뢰레 종목 선수로 참가했으나 그의 기록은 알려져 있지 않다.

## 참가
1912년 당시 이집트는 명목상으로는 오스만 제국의 지배에 놓여 있었지만 실제로는 1882년부터 영국이 통치하고 있었다. 1896년 하계 올림픽에서 디오니시오스 카스다글리스라는 선수가 테니스 종목에 출전해 개인전과 단체전에서 은메달을 땄다. 카스다글리스 선수는 IOC 기록에는 그리스 국적으로 되어 있지만 복식 경기 기록에서는 카스다글리스와 데메트리오스 페트로코키노스 선수 (파트너) 모두 '다국적 팀'으로 등재되어 있다. 사실 카스다글리스 선수는 영국 시민권자였지만 이집트에 살며 이집트 클럽에서 활동하던 선수였기에, 일각에서는 이집트의 첫 올림픽 출전 선수로 보기도 한다.
1906년 중간 올림픽에서는 아더 마슨과 에우제니오 콜롬바니 선수가 이집트 국기를 앞세워 참가하였다. 중간올림픽은 현재 국제올림픽위원회가 공인하지 않고 있지만 당대 문헌에서는 올림픽 취급을 했기에 이들도 이집트 올림픽 선수단의 범주에는 포함된다. 이집트 올림픽 위원회는 1910년에 창립되어 출범하자마자 1912년 하계 올림픽의 이집트 첫 참가를 검토하였고, 그해 공식 보고서를 발표했다. 하지만 올림픽 공식보고서의 펜싱 종목 단락에는 실제 참가 여부는 고려하지 않고 참가자 명단만을 수록하였기에, 위원회에서 대회에 참가시키기로 했던 아흐메드 하사네인 선수가 실제로 가서 경기를 치렀는지는 명확하지 않은 채로 남아 있다.

## 펜싱
올림픽 공식보고서에 의하면 하사네인 선수는 포일과 에페 개인종목에 출전하였다. 포일 경기의 경우 14번째 조에 속해 오스트리아의 리처드 베르데르버 (동메달리스트)와 겨룰 예정이었고 8강전에 이름을 올리지 못했다. 에페 경기의 경우 2번째 조에 속해 벨기에의 폴 앙스파슈 (금메달리스트)와 겨룰 예정이었으며 이 역시 예선전에만 그쳤다.
하사네인 선수는 이후 1920년 올림픽의 양 종목과 1924년 올림픽 에페 종목에도 출전하였으나 두 번 모두 메달권 진입에는 실패하였다.
| 선수              | 세부 종목   | 예선      | 준준결선  | 준결선    | 결선      | 최종 순위 |
| 선수              | 세부 종목   | 승패      | 승패      | 승패      | 승패      | 최종 순위 |
| 아흐메도 하사네인 | 남자 플뢰레 | 경기 못함 | 진출 못함 | 진출 못함 | 진출 못함 | 진출 못함 |
| 아흐메도 하사네인 | 남자 에페   | 경기 못함 | 진출 못함 | 진출 못함 | 진출 못함 | 진출 못함 |